# Park Bo-young
Park Bo-young (hangul: 박보영; ur. 12 lutego 1990 w Pusanie) – południowokoreańska aktorka. Jest znana z ról w filmach Gwasok scandal (2008) i Neukdae sonyeon (2012), a także serialach O naui gwisinnim (2015) i Himssen-yeoja Do Bong-soon (2017).
Ukończyła Dankook University na wydziale Film i Teatr.

## Filmografia

### Filmy
| Rok  | Tytuł                                           | Rola                          | Uwagi                |
| ---- | ----------------------------------------------- | ----------------------------- | -------------------- |
| 2005 | Equal                                           | Kim Da-mi                     | film krótkometrażowy |
| 2008 | Ulhakgyo E.T.                                   | Han Song-yi                   |                      |
| 2008 | Chogamgak couple                                | Hyun-jin                      |                      |
| 2008 | Gwasok scandal                                  | Hwang Jung-nam / Hwang Jae-in |                      |
| 2009 | Siseon 1318                                     | Kim Hee-soo                   | część: Relay         |
| 2011 | Rio                                             | Jewel                         | koreański dubbing    |
| 2012 | Mihwak-in dong-yeongsang – Jeoldae click geumji | Se-hee                        |                      |
| 2012 | Neukdae sonyeon                                 | Sun-yi / Eun-joo              |                      |
| 2013 | Królowa Śniegu                                  | Gerda                         | koreański dubbing    |
| 2014 | Pikkeulneun cheongchun                          | Park Young-sook               |                      |
| 2015 | Uciszone / Sanatorium                           | Cha Ju-ran / Shizuko          |                      |
| 2015 | Dor-yeonbyeon-i                                 | Ju-jin                        |                      |
| 2015 | Yeoljeong, gat-eun sori hago itne               | Do Ra-hee                     |                      |
| 2018 | Neoui gyeolhonsik                               | Hwan Seung-hee                |                      |

### Seriale
| Rok  | Tytuł                                                      | Rola                             | Stacja telewizyjna |
| ---- | ---------------------------------------------------------- | -------------------------------- | ------------------ |
| 2006 | Bimil-ui gyojeong                                          | Cha Ah-rang                      | EBS                |
| 2007 | Manyeo Yoo-hee                                             | młoda Ma Yoo-hee                 | SBS                |
| 2007 | Dallyeora godeung-eo                                       | Shim Chung-ah                    | SBS                |
| 2007 | Wanggwa na                                                 | młoda zdetronizowany Królowa Yun | SBS                |
| 2008 | Jungle Fish                                                | Lee Eun-soo                      | KBS2               |
| 2008 | Choe Kang Chil-woo                                         | Choi Woo-young (cameo)           | KBS2               |
| 2008 | Star-ui yeon-in                                            | młoda Lee Ma-ri (cameo)          | SBS                |
| 2015 | O naui gwisinnim                                           | Na Bong-sun                      | tvN                |
| 2017 | Himssen-yeoja Do Bong-soon                                 | Do Bong-soon                     | JTBC               |
| 2019 | Abyss                                                      | Go Se-yeon / Lee Mi-do           | tvN                |
| 2021 | Eoneu nal uri jip hyeongwan-euro myeolmang-i deul-eowassda | Tak Dong-kyung                   | tvN                |

### Programy rewiowe
| Rok  | Tytuł                                              | Stacja telewizyjna | Uwagi                              |
| ---- | -------------------------------------------------- | ------------------ | ---------------------------------- |
| 2006 | 선생님과 함께하는 5월 이야기                       |                    | dokumentalny                       |
| 2007 | Kim Mi-hwa’s U                                     | SBS                | gościnnie (odc. 355)               |
| 2007 | Quiz! Sixth Sense                                  | SBS                | gościnnie (odc. 26)                |
| 2008 | Quiz! Sixth Sense                                  | SBS                | gościnnie (odc. 36)                |
| 2008 | Gag Concert                                        | KBS                | gościnnie (odc. 447)               |
| 2010 | 스타 금의환향 프로젝트 '달고나'                    | SBS                | Christmas Special                  |
| 2011 | Running Man                                        | SBS                | gościnnie (odc. 25)                |
| 2011 | World Changing Quiz Show                           | MBC                | gościnnie (odc. 87)                |
| 2011 | Infinite Challenge                                 | MBC                | Surprise appearance (odc. 234)     |
| 2011 | 7-Day Miracle                                      | MBC                | dokumentalny (odc. 26)             |
| 2011 | Happy Together                                     | KBS                | gościnnie (odc. 210)               |
| 2011 | KOICA’s Dream – Peru                               | MBC                | wolontariuszka (projekt specjalny) |
| 2012 | Gag Concert                                        | KBS                | gościnnie (odc. 648)               |
| 2012 | TV Cultwo Show                                     | SBS E!             | gościnnie                          |
| 2012 | Come to Play                                       | MBC                | gościnnie (odc. 391, 411, 412)     |
| 2012 | Hello Counselor                                    | KBS                | gościnnie (odc. 96)                |
| 2012 | Superstar K4                                       | Mnet               | Surprise appearance (odc. 12)      |
| 2012 | Running Man                                        | SBS                | Special appearance (odc. 118)      |
| 2012 | Connect! Movie World                               | SBS                | gościnnie                          |
| 2012 | KOICA’s Dream – Salwador                           | MBC                | wolontariuszka (projekt specjalny) |
| 2012 | Entertainment Relay                                | KBS                | sekcja Guerilla Date               |
| 2012 | Arirang Our Great Heritage                         | MBC                | MC                                 |
| 2013 | Violence-Free School – Now It’s Your Turn to Speak | KBS                | dokumentalny                       |
| 2013 | Section TV                                         | MBC                | sekcja Rising Star                 |
| 2013 | Law of the Jungle in New Zealand                   | SBS                | Obsada                             |
| 2013 | Get It Beauty – Self                               | OnStyle            | Bright Peach Make-up               |
| 2013 | KOICA’s Dream – Indonezja                          | MBC                | wolontariuszka (projekt specjalny) |
| 2014 | Friday Is Chatter                                  | SBS                | gościnnie                          |
| 2014 | Running Man                                        | SBS                | gościnnie (odc. 181)               |
| 2014 | After School’s Beauty Bible                        | KBS W              | gościnnie                          |
| 2015 | 2 Days & 1 Night Season 3                          | KBS                | gościnnie (odc. 76, 77, 78)        |
| 2015 | Comedy Big League                                  | tvN                | gościnnie (odc. 127)               |
| 2015 | TV Entertainment Tonight                           | SBS                | gościnnie                          |
| 2015 | Running Man                                        | SBS                | gościnnie (odc. 269)               |
| 2015 | Section TV                                         | MBC                | sekcja Star-ting                   |
| 2015 | Entertainment Weekly                               | KBS                | sekcja Guerilla Date               |
| 2015 | Gag Concert                                        | KBS                | gościnnie (odc. 823)               |
| 2016 | We Kid                                             | Mnet               | Mentorka                           |
| 2016 | KCON 2016 New York                                 | Mnet               | MC (razem z Im Si-wan)             |
| 2017 | Let’s Eat Dinner Together                          | JTBC               | gościnnie (odc. 19)                |

## Dyskografia
Ścieżka dźwiękowa
| Rok  | Tytuł                              | Uwagi                        |
| ---- | ---------------------------------- | ---------------------------- |
| 2008 | „Era of Freedom” (kor. 자유시대)   | z Gwasok scandal OST         |
| 2012 | „My Prince” (kor. 나의 왕자님)     | z Neukdae sonyeon OST        |
| 2014 | „Boiling Youth” (kor. 피끓는 청춘) | z Pikkeulneun cheongchun OST |
| 2015 | „Leave” (kor. 떠난다)              | z O naui gwisinnim OST       |

Featured
- 2013: „It’s Over” (Speed feat. Park Bo-young; z albumu Superior Speed)

## Nagrody i nominacje
| Rok  | Nagroda                                       | Kategoria                                                              | Wynik     |
| ---- | --------------------------------------------- | ---------------------------------------------------------------------- | --------- |
| 2007 | 15th SBS Drama Awards                         | Najlepsza młoda aktorka (Wanggwa na)                                   | Wygrana   |
| 2008 | Cine21 Awards                                 | New Actress of the Year (Gwasok scandal)                               | Wygrana   |
| 2009 | 6th Max Movie Awards                          | Najlepsza nowa aktorka (Gwasok scandal)                                | Wygrana   |
| 2009 | 45. Baeksang Arts Awards                      | Najlepsza nowa aktorka filmowa (Gwasok scandal)                        | Wygrana   |
| 2009 | 45. Baeksang Arts Awards                      | Najpopularniejsza aktorka filmowa (Gwasok scandal)                     | Wygrana   |
| 2009 | 3rd Mnet 20's Choice Awards                   | HOT Movie Star – Female                                                | Nominacja |
| 2009 | 3rd Mnet 20's Choice Awards                   | HOT Boom Up Song – Perhaps That                                        | Nominacja |
| 2009 | 2nd Korea Junior Star Awards                  | Daesang (film) (Gwasok scandal)                                        | Wygrana   |
| 2009 | 29. Korean Association of Film Critics Awards | Najlepsza nowa aktorka (Gwasok scandal)                                | Wygrana   |
| 2009 | 46. Grand Bell Awards                         | Najlepsza nowa aktorka (Gwasok scandal)                                | Nominacja |
| 2009 | 46. Grand Bell Awards                         | Nagroda popularności (Gwasok scandal)                                  | Wygrana   |
| 2009 | 17th Korean Culture and Entertainment Awards  | Najlepsza nowa aktorka filmowa (Gwasok scandal)                        | Wygrana   |
| 2009 | 5th University Film Festival of Korea         | Najlepsza nowa aktorka (Gwasok scandal)                                | Wygrana   |
| 2009 | 30. Blue Dragon Film Awards                   | Najlepsza nowa aktorka (Gwasok scandal)                                | Wygrana   |
| 2009 | 32nd Golden Cinematography Awards             | Najlepsza nowa aktorka (Gwasok scandal)                                | Wygrana   |
| 2009 | 12th Director's Cut Awards                    | Najlepsza nowa aktorka (Gwasok scandal)                                | Wygrana   |
| 2009 | 4th Andre Kim Best Star Awards                | Female Star Award                                                      | Wygrana   |
| 2012 | 49. Grand Bell Awards                         | Nagroda popularności (Mihwak-in dong-yeongsang – Jeoldae click geumji) | Nominacja |
| 2012 | 49th World Savings Day                        | Commendation from the Chairman of Finance                              | Wygrana   |
| 2012 | 4th Pierson Movie Festival                    | Najlepsza aktorka (Neukdae sonyeon)                                    | Wygrana   |
| 2013 | 49. Baeksang Arts Awards                      | Najpopularniejsza aktorka filmowa (Neukdae sonyeon)                    | Nominacja |
| 2013 | 7th Mnet 20's Choice Awards                   | 20's Movie Star – Female (Neukdae sonyeon)                             | Wygrana   |
| 2013 | 50. Grand Bell Awards                         | Nagroda popularności (Neukdae sonyeon)                                 | Nominacja |
| 2013 | 11th Korea Jewelry Awards                     | Best Jewelry Lady                                                      | Wygrana   |
| 2014 | 50. Baeksang Arts Awards                      | Najpopularniejsza aktorka filmowa (Pikkeulneun cheongchun)             | Nominacja |
| 2014 | 16th Seoul International Youth Film Festival  | Najlepsza młoda aktorka (Pikkeulneun cheongchun)                       | Nominacja |
| 2014 | 51. Grand Bell Awards                         | Nagroda popularności (Pikkeulneun cheongchun)                          | Nominacja |
| 2014 | 22nd Korean Culture and Entertainment Awards  | Excellence Award, Actress in a Film (Pikkeulneun cheongchun)           | Wygrana   |
| 2015 | 15th Korea World Youth Film Festival          | Most Favorite Actress (Uciszone)                                       | Wygrana   |
| 2015 | 52. Grand Bell Awards                         | Nagroda popularności (Uciszone)                                        | Nominacja |
| 2015 | 36. Blue Dragon Film Awards                   | Popular Star Award (Uciszone)                                          | Wygrana   |
| 2015 | 4. APAN Star Awards                           | Excellence Award, Actress in a Miniseries (O naui gwisinnim)           | Wygrana   |
| 2016 | 4th Annual DramaFever Awards                  | Najlepsza aktorka (O naui gwisinnim)                                   | Wygrana   |
| 2016 | 4th Annual DramaFever Awards                  | Najlepszy pocałunek (razem z Jo Jung-suk) (O naui gwisinnim)           | Nominacja |
| 2016 | 4th Annual DramaFever Awards                  | Najlepsza para (razem z Jo Jung-suk) (O naui gwisinnim)                | Nominacja |
| 2016 | 4th Annual DramaFever Awards                  | Best Womance (razem z Kim Seul-gie) (O naui gwisinnim)                 | Nominacja |
| 2016 | 8th Style Icon Asia                           | Style Icon                                                             | Nominacja |
| 2016 | 52. Baeksang Arts Awards                      | Najpopularniejsza aktorka telewizyjna (O naui gwisinnim)               | Nominacja |
| 2016 | 52. Baeksang Arts Awards                      | Najpopularniejsza aktorka filmowa (Yeoljeong, gat-eun sori hago itne)  | Nominacja |
| 2016 | InStyle Star Icon                             | Najlepsza aktorka filmowa                                              | Wygrana   |
| 2016 | 5th KOPA & NIKON Press Photo Awards           | Najbardziej fotogeniczna aktorka                                       | Wygrana   |
| 2016 | tvN10 Awards                                  | Best Chemistry (razem z Kim Seul-gie) (O naui gwisinnim)               | Wygrana   |
| 2016 | tvN10 Awards                                  | Najlepszy pocałunek (razem z Jo Jung-suk) (O naui gwisinnim)           | Nominacja |
| 2016 | tvN10 Awards                                  | Romantic Comedy Queen (O naui gwisinnim)                               | Nominacja |
| 2017 | V LIVE Awards                                 | Special V LIVE – V LIVE Special Thanks                                 | Wygrana   |
| 2017 | 53. Baeksang Arts Awards                      | Najlepsza aktorka (Himssen-yeoja Do Bong-soon)                         | Nominacja |